# СП-30, самолёт

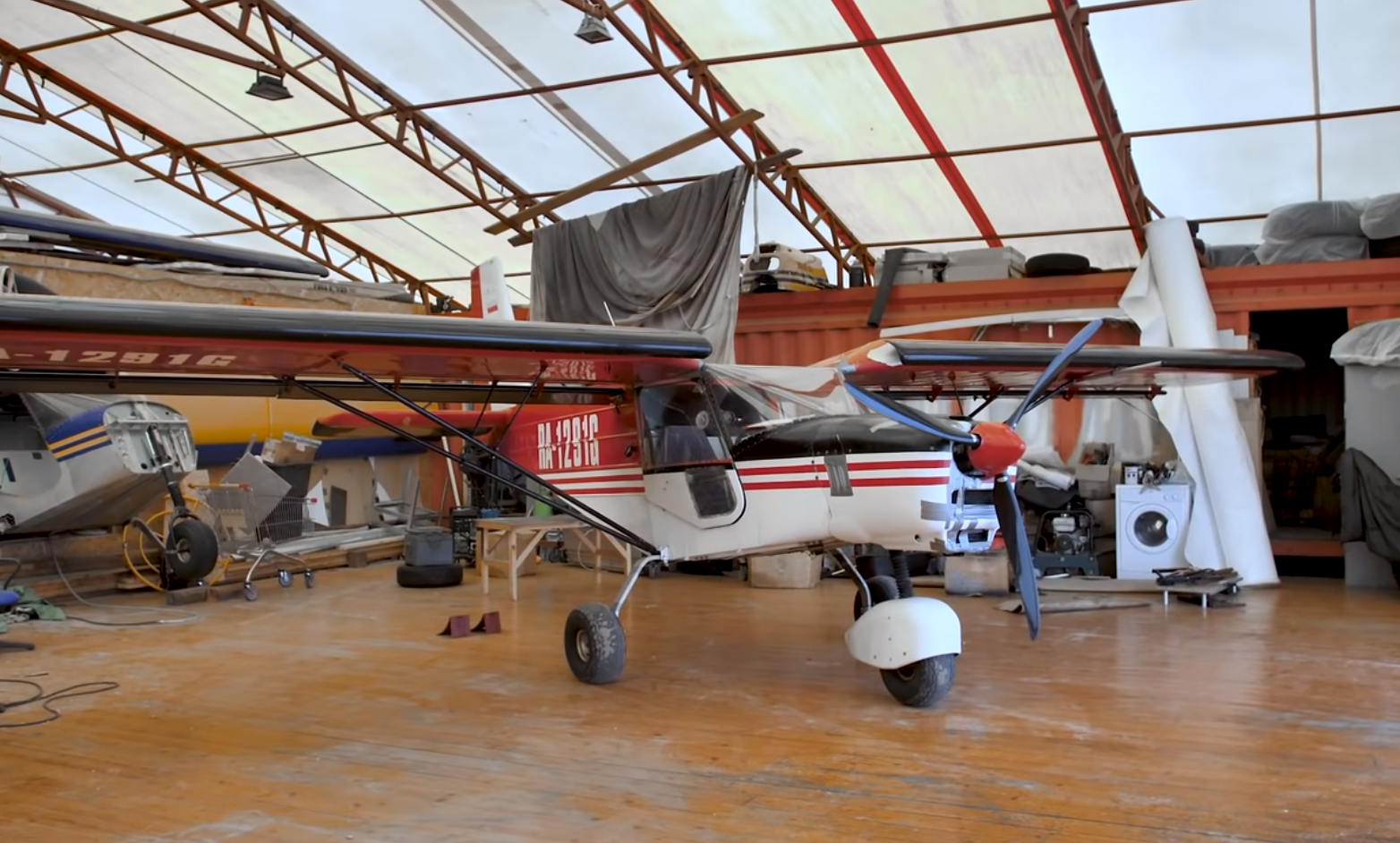
Самолёт СП-30 (фото в ангаре)

СП-30  — российский лёгкий (легкомоторный) многоцелевой самолёт (класс STOL), с максимальной взлётной массой до 500 кг (495 кг), разработанный конструкторским бюро (КБ) «Спектр-Аэро». 
СП-30 выпускается серийно в Таганроге с 2003 года. Главный конструктор А. Б. Водолазский.

## История
В 1990-е годы у сельхозпроизводителей возникла потребность в простой и лёгкой авиатехнике из-за того, что  АН-2 не мог совершать полёты ввиду проблем с наличием топлива. Также в это время начиналось массовое использование химических препаратов, которые необходимо было вносить малыми объёмами. До определённого времени эти потребности закрывали мотодельтапланы, но данная техника в какой-то момент исчерпала свои ресурсы.
Так и возникла потребность в разработке сверхлёгкого самолёта, который будет использоваться в авиахимработах. Единственным лёгким самолётом, который на тот момент мог производить подобные работы, был Х-32 «Бекас», украинского производства. Данный самолёт в свою очередь изначально не проектировался под авиахимработы и его компоновка совершенно не защищала пилота в случае падения.
При разработке СП-30 за основу был взят канадский самолет Zenith STOL CH 701.
В 2000 году процессе сборки первых комплектов были устранены недостатки, полностью заменена система управления. В ходе эксплуатации получившейся конструкции, вносились существенные изменения. Первый полностью переработанный на основе российских военных технологий самолёт был представлен на выставке МАКС-2003. После этого самолёт модернизировался несколько раз в год.

## Описание
СП-30 представляет собой двухместный цельнометаллический самолёт с расположением экипажа «рядом». Спроектирован на основе норм лётной годности JAR-VLA. Изготавливается из дюралюминия.
Конструкция фюзеляжа выполнена по типу полумонокок. Кабина лётчика закрыта остеклением.
Крыло — двухлонжеронное подкосного типа, оборудовано фиксированным предкрылком по всему размаху.  Лонжерон самолета клёпаный. Обшивка крыла толщиной 0,5 мм. К фюзеляжу крыло крепится двумя узлами навески и двумя подкосами, выполненными из стальных труб. Дополнительно подкосы подкреплены раскосами.
Цельнометаллические рессоры основных опор шасси выполнены из дюралюминия, оснащены гидравлическими тормозами. Передняя стойка оборудована пружинным амортизатором, управляема.
Система управления механическая, смешанного типа. Для управления элеронами и рулем высоты использованы тяги. Для управления рулем направления – тросовые тяги.
Оперение выполнено по классической нормальной схеме с верхним подкосом.

### Силовая установка
СП-30 оснащён четырехтактным четырёхцилиндровым двигателем РСМ-100 (Россия), С-100 (Китай) или Rotax-912 мощностью 100 л.с. с воздушным охлаждением цилиндров и жидкостной системой охлаждения головок цилиндров. Все три варианта представляют собой конструктивно один двигатель под разными брендами. Установлен трёхлопастный саблевидный винт диаметром 1850 мм.

## Основные характеристики
Основные характеристики летательного аппарата:
- Максимальная скорость: 150 км/ч.
- Минимальная скорость: 58 км/ч.
- Крейсерская скорость: 120 км/ч.
- Количество мест: 2.
- Полоса для взлёта и посадки: до 100 м.
- Мощность силовой установки: 100 л.с.
- Применяемое топливо: АИ-95.
- Расход топлива в час: 17-22 л.
- Длина самолёта: 6,28 м.
- Высота самолёта: 3,13 м.
- Длина фюзеляжа: 6,28 м.
- Площадь крыла: 13,1 кв.м.
- Размах крыла: 9,4 м.
- Ширина кабины: 930 мм.
- Длина кабины: 1350 мм.
- Высота кабина: 1000 мм.
- Количество дверей: 2.
- Ширина багажного отсека: 954 мм.
- Длина багажного отсека: 450 мм.
- Высота багажного отсека: 345 мм.

## Основное применение
Авиационно-химические защитные работы по борьбе с вредителями, болезнями растений, сорняками, аэросев. Также самолёт может использоваться для мониторинга территории и разведывательной миссии, фото и видео наблюдения, для учебно-тренировочных полётов, экскурсионных и туристических полётов, перемещения на расстояния до 720 км между необорудованными площадками.

## Модификации
Модификации летательного аппарата:
- СП-30 АвиаХимРаботы (предназначен для выполнения авиационно-химических работ, включающих обработку посевов и растений с целью защиты, а также аэросев)
- «СП-30 Агрохолдинг» (предназначен для выполнения авиационно-химических работ, мониторинга при уборке, может оснащаться NDVI камерой)
- СП-30 Учебный (предназначен для обучения пилотированию и переквалификации лётного состава)
- СП-30 СпецЗадачи (предназначен для выполнения мониторинговых миссий, насаждений и аэрофото-, видеосъёмке территорий)
- СП-30 Adventure (предназначен для путешествий, туристических или осмотровых полетов, охоты и рыбалки)

## Аварии и катастрофы
- 9 июня 2012 года самолёт СП-30 совершил аварийную посадку в Белокалитвинском районе Ростовской области. Пилот погиб.
- 7 августа 2017 года самолёт СП-30 протаранил грузовик, пытаясь взлететь с автотрассы в Шелковском районе Чеченской республики. Пилот получил ранения средней тяжести.
- 27 мая 2018 года самолёт СП-30 у хутора Дудаченский Волгоградской области потерпел крушение. Пилот погиб при оказании медицинской помощи.